# Poliénas
Poliénas és un municipi francès situat al departament de la Isèra i a la regió d'Alvèrnia-Roine-Alps. L'any 2007 tenia 1.076 habitants.

## Demografia

### Població
El 2007 la població de fet de Poliénas era de 1.076 persones. Hi havia 381 famílies de les quals 61 eren unipersonals (53 homes vivint sols i 8 dones vivint soles), 123 parelles sense fills, 181 parelles amb fills i 16 famílies monoparentals amb fills.
La població ha evolucionat segons el següent gràfic:
Habitants censats

### Habitatges
El 2007 hi havia 410 habitatges, 383 eren l'habitatge principal de la família, 14 eren segones residències i 12 estaven desocupats. 385 eren cases i 24 eren apartaments. Dels 383 habitatges principals, 328 estaven ocupats pels seus propietaris, 46 estaven llogats i ocupats pels llogaters i 8 estaven cedits a títol gratuït; 1 tenia una cambra, 2 en tenien dues, 44 en tenien tres, 116 en tenien quatre i 220 en tenien cinc o més. 330 habitatges disposaven pel capbaix d'una plaça de pàrquing. A 137 habitatges hi havia un automòbil i a 227 n'hi havia dos o més.

### Piràmide de població
La piràmide de població per edats i sexe el 2009 era:
| Homes | Edats   | Dones |
| ----- | ------- | ----- |
| 0     | 95 o +  | 4     |
| 0     | 90 a 94 | 0     |
| 8     | 85 a 89 | 4     |
| 0     | 80 a 84 | 0     |
| 12    | 75 a 79 | 16    |
| 20    | 70 a 74 | 20    |
| 24    | 65 a 69 | 28    |
| 32    | 60 a 64 | 12    |
| 28    | 55 a 59 | 20    |
| 32    | 50 a 54 | 32    |
| 28    | 45 a 49 | 48    |
| 32    | 40 a 44 | 36    |
| 44    | 35 a 39 | 40    |
| 8     | 30 a 34 | 24    |
| 44    | 25 a 29 | 24    |
| 48    | 20 a 24 | 16    |
| 44    | 15 a 19 | 36    |
| 16    | 10 a 14 | 52    |
| 8     | 5 a 9   | 36    |
| 16    | 0 a 4   | 16    |

## Economia
El 2007 la població en edat de treballar era de 702 persones, 506 eren actives i 196 eren inactives. De les 506 persones actives 468 estaven ocupades (267 homes i 201 dones) i 38 estaven aturades (17 homes i 21 dones). De les 196 persones inactives 75 estaven jubilades, 67 estaven estudiant i 54 estaven classificades com a «altres inactius».

### Ingressos
El 2009 a Poliénas hi havia 405 unitats fiscals que integraven 1.104,5 persones, la mediana anual d'ingressos fiscals per persona era de 18.525 €.

### Activitats econòmiques
Dels 31 establiments que hi havia el 2007, 3 eren d'empreses de fabricació d'altres productes industrials, 9 d'empreses de construcció, 6 d'empreses de comerç i reparació d'automòbils, 2 d'empreses de transport, 1 d'una empresa d'hostatgeria i restauració, 2 d'empreses d'informació i comunicació, 2 d'empreses immobiliàries, 4 d'empreses de serveis i 2 d'empreses classificades com a «altres activitats de serveis».
Dels 12 establiments de servei als particulars que hi havia el 2009, 3 eren tallers de reparació d'automòbils i de material agrícola, 4 paletes, 2 guixaires pintors, 1 fusteria, 1 perruqueria i 1 restaurant.
L'únic establiment comercial que hi havia el 2009 era una botiga de menys de 120 m².
L'any 2000 a Poliénas hi havia 37 explotacions agrícoles que ocupaven un total de 700 hectàrees.

## Equipaments sanitaris i escolars
El 2009 hi havia una escola elemental.

## Poblacions més properes
El següent diagrama mostra les poblacions més properes.